# Togainu no chi
Togainu no chi (jap. 咎狗の血) – japońska powieść wizualna yaoi stworzona przez Nitro+CHiRAL. Gra została oryginalnie wydana na PC jako Togainu no Chi w 2005 roku, PlayStation 2 pod tytułem Togainu no Chi TrueBlood 29 maja 2008 roku oraz na PlayStation Portable pod tytułem Togainu no Chi True Blood Portable 23 grudnia 2010. 
Na podstawie gry powstały dwie serie mangi, powieść i dwanaście odcinków serii anime. W marcu 2010 roku jako część piątej rocznicy Nitro+CHiRAL zapowiedziano, że powstanie anime na podstawie Togainu no Chi przy współpracy z Aniplex. Anime było emitowane od 7 października do 23 grudnia 2010 roku.

## Opis fabuły
Historia skupia się na losach Akiry, młodego człowieka, który został zmuszony do udziału w śmiertelnej grze o nazwie „Igura” w postapokaliptycznej Japonii w zamian za zwolnienie z więzienia. Jego celem jest pokonanie „Il Re” (z włoskiego „Król”), najsilniejszej osoby w „Igura”.

## Bohaterowie
Akira (jap. アキラ)
Seiyū: Spoon Sakiware (PC, Drama CD), Kōsuke Toriumi (PS2, anime) 
Główny bohater gry. Akira jest opanowanym i cichym typem. Ma szare włosy, niebieskie oczy i 172cm wzrostu. Jego ulubionym daniem jest Omuraisu. Wychowywał się jako sierota wraz z Keisuke. Akira był niepokonanym mistrzem w grze walk ulicznych „Bl@ster”, w których uczestniczył w dzielnicy RAY pod pseudonimem LOST. Był oskarżony o morderstwo i skazany na dożywotnie więzienie, ale Emma wyciągnęła go z więzienia, aby mógł wziąć udział w grze „Igura”, co zrobił z lekkim wahaniem. Jego bronią jest nóż.
Keisuke (jap. ケイスケ)
Seiyū: Nanimusha (PC, Drama CD), Tomokazu Sugita (PS2, anime) 
Przyjaciel z dzieciństwa Akiry i pracujący pracownik fabryki. Ma brązowe włosy i oczy oraz 178cm wzrostu. Lubi zielone curry. Wychowywał się jako sierota wraz z Akirą. Ponieważ jest on trochę słaby, zawsze podziwiał siłę Akiry. Mimo że jest nieco cichy i nieśmiały, jeśli Akira jest zaangażowany, nagle staje się odważniejszy. Po wysłuchaniu sytuacji Akiry, Keisuke podąża za nim i także dołącza do gry „Igura”, mimo swojej słabości i braku doświadczenia w walce.
Rin (jap. リン)
Seiyū: Hayato Kiryuuin (PC, Drama CD), Jun Fukuyama (PS2, anime) 
Uczestnik gry „Igura”. Ma blond włosy i niebieskie oczy oraz 154cm wzrostu. Choć bywa mylony z dziewczyną z powodu jego drobnej postury, jest on dość silny i potrafi dać sobie radę w tej grze. Pomaga Akirze w mieście i pociesza go, gdy czuje się źle. W anime wspomniane jest, że Rin i Shiki są braćmi przyrodnimi, mając tego samego ojca, ale różne matki. On jest byłym uczestnikiem walk ulicznych „Bl@ster” (z obszaru GHOST), który walczy dwoma małymi sztyletami. Lubi robić zdjęcia. Lubi jeść yakiniku. Jest także dobry w parkour.
Shiki (jap. シキ)
Seiyū: Hikaru Midorikawa 

## Muzyka
Opening
1. „ROSE HIP-BULLET”, GRANRODEO

Ending
1. „no moral”, Kanako Itō (odc. 1)
2. „bright lights”, Seiji Kimura (odc. 2)
3. „Don’t Stare Me”, VERTUEUX (odc. 3)
4. „Toge”, Sadie (odc. 4)
5. „once more again”, Aki Misato (odc. 5)
6. „Requiem Blue”, CurriculuMachine feat. W.K. (odc. 6)
7. „crossing fate”, OLDCODEX (odc. 7)
8. „Yasashisa ni Mamorarete” (jap. 優しさに守られて), Kita Shūhei (odc. 8)
9. „Honed Moon 〜Togareta Tsuki〜” (jap. Honed Moon〜咎レタ月〜), Kanako Itō (odc. 9)
10. „Don’t look away”, CurriculuMachine (odc. 10)
11. „STILL anime Ver.”, Kanako Itō (odc. 11)
12. „GRIND style GR”, GRANDRODEO (odc. 12)